# 金敏煤礦
金敏煤礦位於今新北市三峽區金敏里，屬於中部夾煤層礦場，礦區面積944.74公頃，礦藏規模僅次於土城區的海山煤礦。最早日治時期便有日本人長瀨信二來此試掘和申請礦號，之後由林長壽和胞兄林丕顯取得礦業字號開採權，自此開始大規模開採煤礦，1934年開始進行基礎工程建設，1938年開始大量開採，每年產量頗為豐富。台灣光復之後和國民政府換發礦業字第232號執照繼續開採，直到1984年礦業終止，採礦建檔記錄所示39年間總產量為105萬8,955噸，年平均產量為27,152公噸。

## 歷年產量
- 1951年：5,619 公噸[4]
- 1960年：29,349公噸
- 1962年：28,227公噸
- 1963年：37,859公噸
- 1964年：48,122公噸
- 1970年：54,222公噸
- 1971年：44,918公噸
- 1972年：48,822公噸
- 1973年：36,898公噸
- 1974年：23,192公噸
- 1975年：31,390公噸
- 1976年：32,321公噸
- 1977年：23,034公噸

## 礦災
1969年12月10日晚上，連續發生兩次瓦斯中毒的礦坑災變，造成4人死亡、2人重傷。